# Krater iz Dervenija
Krater iz Dervenija je spiralni krater, najbolj dodelan te vrste, ki so ga odkrili leta 1962 v grobu v Derveniju, nedaleč od Soluna, in je razstavljen v Arheološkem muzeju v Solunu. Tehta 40 kg in je izdelan iz zlitine brona in kositra v spretno izbranem razmerju, ki mu daje odličen zlat lesk brez uporabe zlata. Datiran je v 4. stoletje pr. n. št. in je bil verjetno narejen v Atenah. Velike kovinske posode so v antični grški umetnosti zelo redko ohranjene, krater iz Dervenija pa je posoda helenistične umetnosti, saj je iz Viksa iz arhaičnega obdobja.

## Odkritje
Krater so odkrili v grobu kot pogrebno žaro solunskega aristokrata, katerega ime je vgravirano na vazi: Astiunej, sin Anaksagore iz Larise. Kraterji so posode, ki so se uporabljale za mešanje vina z vodo z verjetno različnimi začimbami. Uporabljali so jih za pitje na simpozijih, obrednih ali drugih praznovanjih. Ko so krater iz Dervenija izkopali, je bilo v njem 1968,31 grama požganih kosti, ki so pripadale moškemu, staremu med 35 in 50 let, in mlajši ženski.

## Tehnika in dekoracija
Krater je sestavljen iz dveh listov kovine, ki sta bila nato s kovanjem spojena, ročaji in volute so liti in pripojeni. Glavna uporabljena zlitina daje zlato barvo, vendar je na različnih točkah okras dodelan z različnimi kovinami kot prekrivke ali vstavki srebra, bakra, brona in drugih navadnih kovin. Taki poudarki so srebrni venci vinske trte in bršljan okoli kraterja, srebrna in bakrena črta v obliki kače na ročajih in srebrne zenice v očeh spiralne maske. 
Zgornji del kraterja je okrašen z okrasnimi (gadroni, palmovi in akantovimi listi, venci) in figurativnimi motivi: na zgornjem  delu vratu so friz živali in predvsem štirje kipci (dve menadi, Dioniz in speči satir), ki lahkotno sedijo na ramenih vaze v drži, ki nakazuje Barberinijevega Favna. Na trebuhu je friz v nizkem reliefu, 32,6 cm visok, namenjen božanstvoma Ariadni in Dionizu, ki sta obkrožena z glasnimi satiri in menadami thiasosa ali ekstatičnega spremstva. Tu je tudi bojevnik, ki nosi le eno sandalo, a je njegova identiteta sporna: lahko je Pentej, Likurg iz Trakije ali morda Jazon, vodja Argonavtov.

## Datiranje
Kdaj in kje je bil krater narejen, se še razpravlja. Barr-Sharrar meni, da je bil narejen okoli 370 pred našim štetjem v Atenah. Na podlagi narečnih oblik, ki se uporabljajo v napisu, nekateri mislijo, da je bil narejen v Tesaliji ob aleuadskem uporu, okoli 350 pr. n. št. Drugi ga uvrščajo med 330 in 320 pred našim štetjem in naj bi ga skovali na kraljevem dvoru Aleksandra Velikega.

## Napis
Pogrebni napis na kraterju se glasi:
ΑΣΤΙΟΥΝΕΙΟΣ ΑΝΑΞΑΓΟΡΑΙΟΙ ΕΣ ΛΑΡΙΣΑΣ
Napis je v tesalski različici eolskega narečja: Ἀστιούνειος Ἀναξαγοραίοι ἐς Λαρίσας (Astioúneios Anaxagoraīoi es Larísas), 'Astiunej, sin Anaksagore iz Larise'.  Če je preveden v atiško, bi se napis glasil:. Ἀστίων Ἀναξαγόρου ἐκ Λαρίσης (Astiōn Anaxagórou ek Larísēs).